# Schindalmonotus hystrix
Schindalmonotus hystrix är en mångfotingart som beskrevs av Carl Graf Attems 1926. Schindalmonotus hystrix ingår i släktet Schindalmonotus och familjen Synxenidae. Inga underarter finns listade i Catalogue of Life.